# Флаг Атнинского района
Флаг Атни́нского муниципального района Республики Татарстан Российской Федерации — опознавательно-правовой знак, служащий официальным символом муниципального образования.
Флаг утверждён 3 марта 2006 года и внесён в Государственный геральдический регистр Российской Федерации с присвоением регистрационного номера 2273.

## Описание
«Флаг Атнинского муниципального района представляет собой прямоугольное голубое полотнище с отношением ширины к длине 2:3, в центре которого воспроизведён зелёный с жёлтым контуром цветок тюльпана и на его фоне — жёлто-белое символическое перо, (наполовину состоящее из колоса) и обводящее цветок жёлтым контуром по периметру».

## Обоснование символики
Флаг Атнинского района разработан на основе герба, который языком символов и аллегорий отражает уникальность региона.
Атнинская земля является одним из центров древней татарской культуры. Здесь в полной мере сохранились народные обряды и традиции, татарский литературный язык. Элемент традиционного национального орнамента — тюльпан символизирует верность местных жителей традициям народа; указывает на важную роль Атнинского района в сохранении и развитии материальной и духовной культуры татар.
Перо, вырисовывающее контур тюльпана — символ многовековой просвещённости, культуры духовности Атнинской земли, как центра Заказанья, ставшим родиной многих великих людей — просветителей, учёных, поэтов. Здесь родился выдающийся учёный и духовный деятель Шигабутдин Марджани, татарские поэты Габдулла Тукай и Сибгат Хаким, крупный учёный языковед Рашид Рахмати Арат. Золотая часть пера в виде колоса символизирует древние земледельческие традиции и современное высокотехнологическое сельскохозяйственное производство — основу экономики района.
Жёлтый цвет (золото) — символ урожая, богатства, стабильности, уважения и интеллекта.
Белый цвет (серебро) — символ чистоты помыслов и стремлений, совершенства, мира и взаимопонимания.
Зелёный цвет — символ природы, здоровья, жизненного роста.
Голубой цвет (лазурь) — символ чести, благородства, духовности.